# Локс-Ленд (остров)
Локс-Ленд (англ. Loks Land Island) — остров Канадского Арктического архипелага. В настоящее время остров необитаем (2012).

## География
Остров Локс-Ленд расположен к юго-востоку от полуострова Блант острова Баффинова Земля. Остров лежит на северо-восточном входе в залив Фробишер. Южнее (через пролив) лежат острова Эджелл и Резольюшен. Площадь острова составляет 419 км², длина береговой линии равна 206 км.
Максимальная длина острова Локс-Ленд равна 30 км, максимальная ширина — 25 км. По своему рельефу остров делится на две части: северные две трети острова представляют собой холмистую возвышенность высотой до 300 метров, южная треть - равнина бысотой меньше 50 метров. Побережье сильно изрезано многочисленными заливами и бухтами.

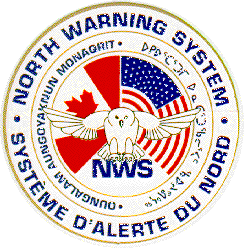

Локс-Ленд является одним из островов Канадского Арктического архипелага, на котором размещена автоматическая станция раннего радиолокационного обнаружения, входящая в Северную систему предупреждения (North Warning System) и имеющая кодовый номер BAF-4A (работает с августа 1992 года).

## История
Первым посетил остров Мартин Фробишер и назвал его в честь Микаэля Лока, одного из спонсоров его арктической экспедиции 1570 года.